# 托波爾尼察水庫
42°25′53″N 24°00′18″E / 42.43139°N 24.00500°E
托波爾尼察水庫是保加利亞的水庫，位於該國西部斯雷那山脈，長8.7公里、寬1公里，面積4.1平方公里，海拔高度400米，蓄水量1.4億立方米，最大水深70米。

## 外部連結
- Article on the Topolnitsa Dam on econ.bg (in Bulgarian) （页面存档备份，存于）
- Short information for the Topolnitsa Dam (in Bulgarian)